# Shahrestān di Khvansar
Lo shahrestān di Khansar (farsi شهرستان خوانسار) è uno dei 24 shahrestān della provincia di Esfahan, in Iran. Il capoluogo è Khvansar.